# Дворишки Большие
 Дворишки Большие — деревня в Шуйском районе Ивановской области. Входит в состав Перемиловского сельского поселения.

## География
Находится в центральной части Ивановской области на расстоянии приблизительно 14 км на север-северо-восток по прямой от районного центра города Шуя.

## История
Появилась на карте еще 1808 года. В 1859 году здесь (тогда деревня Шуйского уезда Владимирской губернии) было учтено 18 дворов, в 1902 — 20.

## Население
Постоянное население составляло 99 человек (1859 год), 123 (1902), 33 в 2002 году (русские 85 %), 18 в 2010.